# Franklin Luza Zañartu
Franklin Luis Luza Zañartu (21 de agosto de 1950, circunstancialmente en la Oficina Salitrera Bellavista a los dos días fue llevado a Pica) es el vicario judicial para la diócesis de Iquique.

## Primeros años de vida
Es hijo de Franklin Luza Cáceres, agricultor oriundo de Pica y de Amelia Zañartu Silva, profesora, oriunda de Santiago de Chile.

## Vida Académica
Realizó sus estudios primarios en la Escuela Coeducacional  Nº 26 de Pica  y en el Colegio San Marcos de Arica. Estudió las humanidades en el Colegio Don Bosco de Iquique, para ingresar después a la Pontificia Universidad Católica de Valparaíso en la Escuela de Derecho.  

## Vida Eclesial
Ingresó al seminario San Rafael de Valparaíso en marzo de 1974 y al seminario pontificio Mayor de Santiago en 1975 y se ordenó sacerdote el 2 de febrero de 1980, siendo obispo diocesano de Iquique José del C. Valle Gallardo.
En Santiago, mientras concluía su licenciatura en Teología en la Pontificia Universidad Católica de Chile, fue párroco de Santa Filomena en la Zona Norte de Santiago, desde marzo de 1980 a diciembre de 1981. En ese mismo período fue capellán del colegio Notre Dame de Santiago. En Iquique, ha sido párroco de la parroquia Inmaculada Concepción, catedral, desde marzo de 1982 hasta marzo de 1990. Simultáneamente entre los años 1983 a 1985, fue párroco de Santa Teresita del Niño Jesús,y entre 1991 y 1992 de San José y actualmente desde 1993 de Espíritu Santo, todas en la ciudad de Iquique. 
Además, es rector del Santuario de Nuestra Señora del Carmen de La Tirana. Fue encargado de las misiones del altiplano y fundador del departamento laboral (hoy delegación de INCAMI) y notario canciller.
Actualmente es vicario judicial y director del tribunal matrimonial y ejerce como promotor de justicia.